# 801
| 801                |
| ------------------ |
| Dødsfald - Fødsler |
|                    |

| Gregoriansk kalender | 801 DCCCI               |
| Ab urbe condita      | 1554                    |
| Armensk kalender     | 250 ԹՎ ՄԾ               |
| Kinesiske kalender   | 3497 – 3498 庚辰 – 辛巳 |
| Etiopisk kalender    | 793 – 794               |
| Jødisk kalender      | 4561 – 4562             |
| Hindukalendere       |                         |
| - Vikram Samvat      | 856 – 857               |
| - Shaka Samvat       | 723 – 724               |
| - Kali Yuga          | 3902 – 3903             |
| Iransk kalender      | 179 – 180               |
| Islamisk kalender    | 185 – 186               |

Se også 801 (tal)